# Condado de Coahoma
El condado de Coahoma (en inglés: Coahoma County), fundado en 1836, es un condado del estado estadounidense de Misisipi. En el año 2000 tenía una población de 30 622 habitantes con una densidad poblacional de 21 personas por km². La sede del condado es Clarksdale.

## Geografía
Según la Oficina del Censo, el condado tiene un área total de 1510 km² (583 mi²), de la cual 1475 km² (569,5 mi²) es tierra y 75 km² (29,0 mi²) es agua.

## Demografía
En el 2000 la renta per cápita promedia del condado era de $ 22 338, y el ingreso promedio para una familia era de $26 640. El ingreso per cápita para el condado era de $12 558. En 2000 los hombres tenían un ingreso per cápita de $26 841 frente a $19 611 para las mujeres. Alrededor del 35,90% de la población estaba bajo el umbral de pobreza nacional.

## Condados adyacentes
- Condado de Tunica (norte)
- Condado de Quitman (este)
- Condado de Tallahatchie (sureste)
- Condado de Bolivar (suroeste)
- Condado de Phillips (oeste)

## Localidades
Ciudades
- Clarksdale

Pueblos
- Coahoma
- Friars Point
- Jonestown
- Lula
- Lyon

Lugares designados por el censo
- Farrell

Áreas no incorporadas
- Bobo
- Dublin
- Hillhouse
- Lu-Rand
- Mattson
- Rena Lara
- Rich
- Rudyard
- Sherard
- Stovall

## Principales carreteras
- U.S. Highway 49
- U.S. Highway 61
- Carretera 1
- Carretera 6